# Tebas (Grecia)
Tebas (en dórico: Θήβα, Thiva; en ático: Θῆβαι, Thēbai; en griego moderno: Θήβα Thíva) es una ciudad de Grecia, situada al norte de la cordillera de Citerón, que separa la región de Beocia de Ática. Está situada a 48 km al noroeste de Atenas. 
En tiempos antiguos fue la ciudad más grande de esa región. Jugó un papel importante en la mitología griega, como lugar de las historias de Cadmo, Edipo, Dioniso y otros personajes míticos.
El emplazamiento de la antigua ciudadela, Cadmea, se encuentra ocupado por la actual ciudad de Thíva (Θήβα) que fue reconstruida después del terremoto de 1894. En 2011, el municipio de Tebas tenía una población de 36 477 habitantes y la ciudad tenía 22 883. El gentilicio correspondiente es «tebano».
Las vías principales conducían a Platea, Leuctra, Tanagra, Calcis, Tespias y Acrefias. 

## Topónimo
El topónimo Φῆβαι, Thébai, que fue ya mencionado por Homero, está atestiguado en tablillas escritas en Lineal B bajo la forma te-qa. La forma del topónimo en singular Θήβη o Θήβα también aparece en algunas fuentes escritas. El topónimo denota o la ciudad, o la politeia, o el territorio.
El compuesto Ύπόθηβαι  puede referirse a la primera ciudad construida sobre Cadmea. El gentilicio Θήβαιος  es Θειβῆος a menudo en dialecto beocio.
También se dice que el nombre de Tebas deriva de varios personajes epónimos en la mitología. Pudiera ser Tebe, una hija de Asopo. O bien Tebe, una hija de Prometeo.
Se desconoce el significado del topónimo pese a que, en la Antigüedad, Varrón señaló que su nombre no indicaba quien había sido su fundador sino el tipo de terreno donde se asentaba, puesto que los eolios llamaban «tebas» a las colinas.

## Tradición mítica

### Fundación y primeros reyes

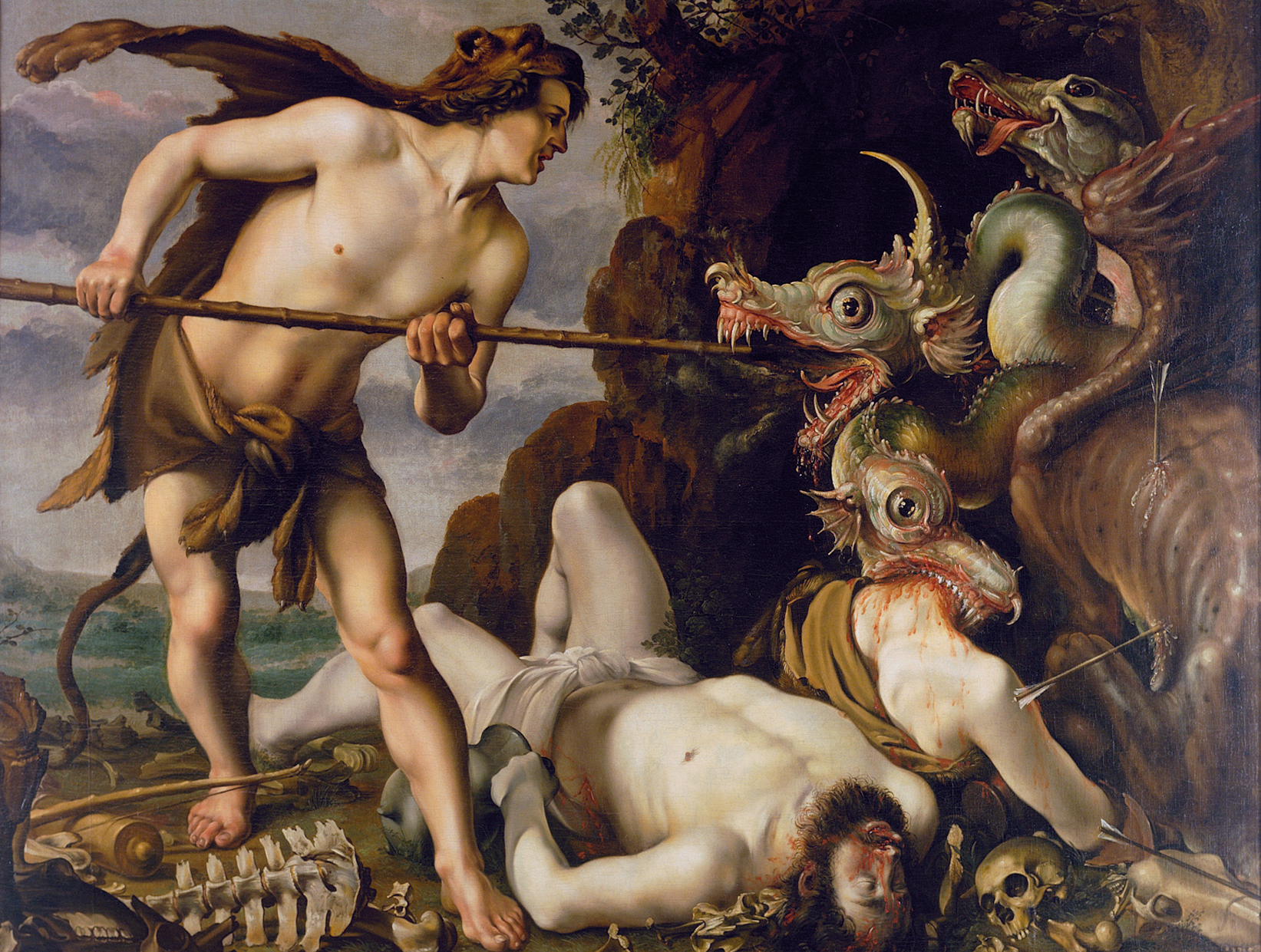
Cadmo matando al dragón, de Hendrick Goltzius.

La tradición más difundida dice que Tebas fue fundada por Cadmo hijo de Agénor, rey de Fenicia, en el lugar donde, aconsejado por un oráculo, se había dejado caer una vaca. Dio a la ciudad el nombre de Cadmea. Otra tradición, mencionada por Varrón, afirmaba que la ciudad había sido fundada por Ogiges antes del diluvio. Este autor señala que la tradición griega decía que Tebas era la ciudad más antigua y que se había fundado 2100 años antes de su tiempo.
Según la mitología griega, Cadmo mató un dragón y, aconsejado por Atenea, sembró sus dientes, de donde nacieron los Espartos, que ayudaron a Cadmo a construir la ciudad, y que se consideraban antepasados de las familias nobles tebanas. En Cadmea se celebró la boda entre Cadmo y Harmonía, a la que asistieron todos los dioses. Tuvieron un hijo, Polidoro, y cuatro hijas (Ino, Sémele, Autónoe, y Ágave). La primera fue mujer de Atamante y madre de Melicertes; la segunda fue amante de Zeus y madre del dios Dioniso; Autónoe fue madre de Acteón; y Ágave madre de Penteo. Fue Penteo quien sucedió a su abuelo, ya viejo, como rey de Tebas. Penteo trató de impedir el culto a Dioniso y por ello fue castigado por el dios, tras lo cual Polidoro accedió al trono.
Le sucedió su hijo Lábdaco que al morir dejó un hijo pequeño de nombre Layo, cuyo tutor fue Nicteo. El trono fue usurpado por Lico, hermano de Nicteo. A la muerte de Nicteo, Lico y su mujer Dirce persiguieron a su nieta Antíope, cuyos hijos, Anfión y Zeto, se vengaron y consiguieron el trono de Cadmea, que fortificaron y unieron la ciudad baja con la ciudadela y le pusieron de nombre Tebas por su parentesco con Tebe. Fue Anfión quien, con sus cánticos y su lira, hizo surgir milagrosamente las murallas y las siete puertas de Tebas.

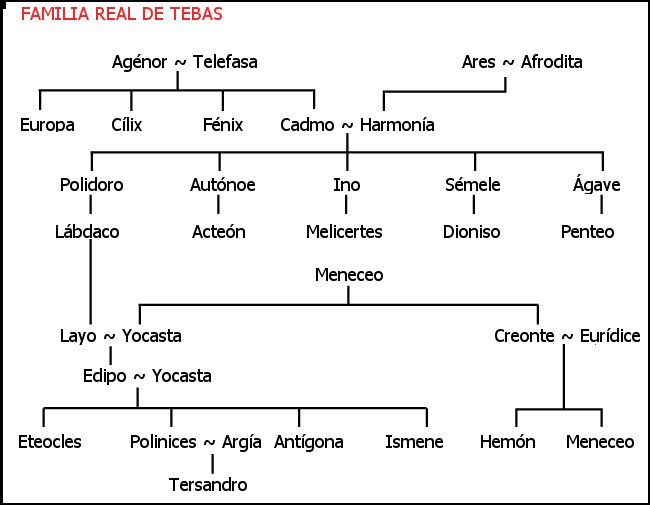
Árbol genealógico de la familia real de Tebas.

### El Ciclo tebano

Edipo y la Esfinge.

Tras la muerte de Anfión, Layo ocupó el trono. Su hijo Edipo ascendió al trono de Tebas tras resolver los enigmas de la Esfinge pero tuvo que exiliarse después de que descubriera que había matado a su padre y se había casado con su propia madre Yocasta. Sus dos hijos Eteocles y Polinices se disputaron el trono. Polinices huyó a Argos y obtuvo la ayuda del rey de esta ciudad, Adrasto. Polinices, Adrasto y cinco héroes más (Anfiarao, Capaneo, Hipomedonte, Partenopeo y Tideo) formaron una alianza y atacaron Tebas en el episodio conocido como «Los siete contra Tebas». Los argivos fueron derrotados y sus jefes murieron, menos Adrasto, que se escapó a caballo.
Diez años después los hijos de los siete jefes organizaron junto con Adrasto otra expedición contra Tebas para vengar a los padres (guerra de los Epígonos); la expedición fue dirigida por Alcmeón. Esta vez los epígonos se presentaron en las murallas de Tebas y, tras un combate, los tebanos huyeron de la ciudad. Los epígonos colocaron en el trono a Tersandro, hijo de Polinices.
La historicidad de estas guerras tebanas descritas por la tradición ha sido motivo de debate. Al respecto se ha argumentado la no historicidad de la segunda expedición, cuyo propósito consistiría en enlazar la primera expedición con la guerra de Troya. Sin embargo, la arqueología parece apoyar que la primera destrucción de la ciudadela de Tebas fue causada por un enfrentamiento bélico y es posible que la leyenda conserve un recuerdo del mismo.

### Otras tradiciones
Otra tradición dice que Heracles nació en la ciudad  y que luchó allí contra la ciudad de Orcómeno, el rey de la cual, Ergino, había impuesto tributo a Tebas, del que Heracles la libró y redujo el poder de Orcómeno.
Tebas no aparece en el Catálogo de las naves de la Ilíada entre los nombres de las ciudades que participaron en la guerra de Troya, pero sí aparece «Hipotebas». Los escritores griegos tardíos incluyeron a Tersandro entre los miembros de la expedición y lo hicieron morir en Misia a manos de Télefo. Después de esta muerte, los tebanos nombraron rey a Peneleo, porque el hijo de Tersandro, Tisámeno, era un niño. Peneleo es mencionado en la Ilíada como un líder beocio.
Sesenta años después de la guerra de Troya, los cadmeos fueron expulsados de Tebas por los beocios, tribu de los etolios emigrada desde Tesalia. Otra tradición dice que los tracios y pelasgos ocuparon Tebas durante la guerra de Troya y sus habitantes fueron enviados al exilio en Tesalia, exilio del que volvieron años más tarde.
Pausanias da la lista de los reyes que sucedieron a Tisámeno hasta que la monarquía fue abolida.

### Las siete puertas de Tebas
Tebas era famosa por sus siete puertas a las que hacen alusión Homero y Hesíodo. Su nombre es dado por diferentes historiadores, autores trágicos y mitógrafos de la Antigüedad, que no concuerdan plenamente:
| Eurípides, Las fenicias       | Esquilo, Los siete contra Tebas | Higino, Fábulas LXIX | Pausanias, Descripción de Grecia | Apolodoro, Biblioteca III,6,6 |
| ----------------------------- | ------------------------------- | -------------------- | -------------------------------- | ----------------------------- |
| Neista                        | Neista (Puerta-Nueva)           | Tera                 | Neista                           | Oncaida                       |
| Prétida                       | Prétide (o Preto)               | Cleodoxa             | Prétide                          | Prétide o Prétida             |
| Ogigia                        | Onca Atenea                     | Ogigia               | Ogigia                           | Ogigia                        |
| Homoloide                     | Homoloide                       | Astínome             | Homoloide                        | Homoloide u Homoloida         |
| Crenea                        | Bóreas                          | Asticratia           | Crenea                           | Crenice o Crénida             |
| Electra                       | Electra                         | Quíade               | Electra                          | Electra                       |
| séptima puerta (no la nombra) | séptima puerta (no la nombra)   | Cloris               | Hipsista                         | Hipsista                      |

Pausanias nos dice que las puertas pertenecen a la Cadmea, la antigua acrópolis y no a la antigua Tebas. La Ogigia es la más antigua y la Homolide la más nueva. Sobre el origen de sus nombres, dice que la Electra fue dada por una hermana de Cadmo. La Prétide por un tal Preto, habitante del lugar, que el autor no consiguió identificar. La Neista por una de las cuerdas de la lira, que llaman nete, y que fue inventada por Anfión, o bien por un hijo de Zeto llamado Neis. La Hipsista proviene del santuario de Zeus Hipsisto («altísimo»), ubicado en las cercanías de la puerta. La Homoloide fue por Homole, la montaña más fértil de Tesalia, a la que emigraron los argivos después de una batalla sucedida junto a Glisante. No se han conservado el origen de los nombres de la Ogigia y la Crenea.

## Historia

### Edad del Bronce
Los primeros indicios de un posible asentamiento en zonas próximas a Tebas pertenecen al periodo neolítico. Desde el principio de la Edad del Bronce (aproximadamente desde el 2800 a. C.) Tebas fue habitada ininterrumpidamente hasta la actualidad.
La extraordinaria concentración de episodios míticos de Tebas es indicio del papel preeminente de la ciudad tebana o cadmea en la época micénica. La investigación arqueológica confirma que Tebas fue una ciudad muy importante en este periodo. El centro de la ciudad era la acrópolis, que estaba rodeada de un muro ciclópeo y era donde se hallaba el palacio. Por otra parte, los topónimos beocios hallados en las inscripciones sugieren que, al norte del palacio, la región en torno al lago Copaide y el asentamiento de Gla debían pertenecer al reino de Orcómeno, por lo que la extensión del reino micénico de Tebas no debía ser muy amplia. Sin embargo, la presencia de topónimos que se han relacionado con Amarinto y Caristo sugieren que es posible que el reino se extendiera hasta, al menos, parte de la isla de Eubea. Hacia el oeste, el territorio controlado por el palacio debía abarcar aproximadamente hasta el monte Helicón, puesto que uno de los topónimos donde se destinan recursos se ha interpretado como denominador del río Lamos.
El palacio sufrió una primera destrucción probablemente debida a una incursión bélica —que ha sido relacionada por algunos con la legendaria expedición de conquista procedente de Argos—, lo que dio paso a la construcción de un segundo palacio. Este fue destruido por el fuego a finales del siglo XIII a. C., quizá causado por un terremoto.

### Desde el fin de la Edad del Bronce hasta elsigloIVa.C.

Mapa de ciudades de la antigua Beocia.

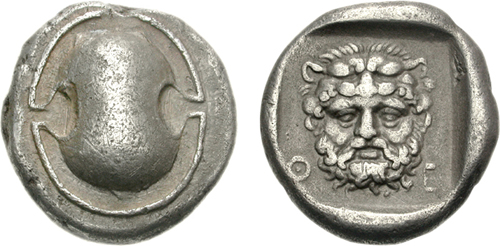
Estátero beocio (440-425 a. C.). Anverso: Escudo beocio. Reverso: cabeza barbada de Heracles con piel de león. Leyenda: Θ-Ε en los laterales del campo inferior, todo dentro de un cuadrado incuso.

Tras la segunda destrucción del palacio (más información en la sección de Arqueología) siguió una fase oscura y de decadencia, durante la cual, sin embargo, debió formarse con la aportación de inmigrantes, el ethnos (o población) beocio. Así al inicio de la Era Arcaica, en el siglo VIII a. C., Tebas recuperó su papel hegemónico sobre toda Beocia. Su centro urbano se expandió progresivamente desde la ciudadela cadmea hacia la llanura.
Las fuentes literarias de los periodos arcaico y clásico denominan a Tebas como polis en el sentido urbano, en el sentido político, y en el territorial. El término polisma se encuentra en Menandro, y ἄστν es empleado por Demóstenes.
Tebas aparece en la historia bajo una forma de gobierno oligárquico que protegía su estatus mediante leyes rígidas sobre la propiedad de bienes y su transmisión a través del tiempo.
En el siglo VIII a. C. el corintio Filolao y su amante Diocles (también corintio) se establecieron en Tebas y crearon un código de leyes que más tarde fueron mencionadas por Aristóteles. En Tebas la acuñación de moneda está documentada desde el siglo VII a. C.
Más tarde, en torno al año 520 a. C. se formó la Liga Beocia, probablemente para la defensa contra las ambiciones expansionistas de Orcómeno, Tesalia o Atenas. Se trataba de una confederación que inicialmente comprendía 13 o 14 ciudades, ninguna de las cuales predominó sobre las otras. Sus centros eran dos santuarios beocios: el de Atenea Itonia, de la ciudad de Coronea y el de Poseidón, de Onquesto.
Después Tebas se convirtió en ciudad hegemónica de la Liga Beocia, o en todo caso la ciudad que estaba al mando en caso de guerra. La hegemonía tebana amenazó la igualdad real de los miembros de la Liga, despertando los intentos separatistas de algunas ciudades importantes de Beocia, en especial de Platea, que intentó desde 519 a. C. el apoyo de Atenas.
La aversión y la rivalidad con Atenas explica el medismo de Tebas durante la segunda guerra médica(480-479 a. C.) A pesar del contingente de 400 hoplitas que Tebas envió a las Termópilas, la aristocracia tebana junto con sus aliados, poco después, se unió al ejército de Jerjes I. No obstante, otros tebanos abrazaron la causa griega. Tras la batalla de las Termópilas (verano de 480 a. C.), los persas ocuparon Tebas. El general persa Mardonio, después de tomar Atenas en junio de 479 a. C., estableció en Tebas su base de operaciones. Los tebanos lucharon con gran denuedo y celo en el bando de los aqueménidas en la batalla de Platea en agosto de 479 a. C., y fueron derrotados. En octubre de aquel año los atenienses y otros griegos asediaron Tebas y la ocuparon al cabo de 20 días y la privaron de la hegemonía de la Liga Beocia. Ataginos, el jefe oligarca tebano, se escapó con los persas, y los líderes oligárquicos favorables a Persia que quedaron, encabezados por Timagénidas, fueron ejecutados.
Los espartanos querían expulsar a Tebas de la anfictionía délfica, pero la propuesta no fue aplicada por la intercesión de Atenas. El general espartano Pausanias, después de un asedio, la capturó y estableció en ella un gobierno democrático. Pero los intentos de establecer la democracia en Tebas fracasaron porque el sistema democrático presupone una base social que no existía en Beocia: la economía en esta región era principalmente agrícola y el poder estaba en manos de los terratenientes aristocráticos. La artesanía y el comercio no se habían desarrollado, las ciudades más grandes en realidad no eran más que aldeas grandes sin población urbana.

Beocia y Ática en la época de la Batalla de Delio (424 a. C.)

La hegemonía sobre las ciudades de Beocia casi se perdió, pero gracias a la ayuda de Esparta se pudo restablecer. En 457 a. C., Esparta envió un ejército a Beocia para asegurarse su control, y los espartanos acamparon cerca de Tanagra; los atenienses enviaron un ejército a este lugar, que fue derrotado en el valle del Asopo (batalla de Tanagra, (noviembre del 457 a. C.), pero habiéndose retirado los espartanos, los atenienses volvieron bajo la dirección de Mirónides y ganaron en la batalla de Enofita (febrero del 457 a. C.), imponiendo la disolución de la Liga Beocia, cuyas ciudades recibieron gobiernos democráticos que ingresaron en la Liga de Delos. Los líderes oligárquicos fueron enviados al exilio. El gobierno democrático de Tebas duró diez años y gobernó mal. Tebas nunca reconoció la hegemonía de Atenas en Beocia, y después de la derrota de Atenas en Coronea (en 447 a. C., en ese mismo año los oligarcas se hicieron con el poder en Orcómeno, Queronea y otras ciudades. Los atenienses enviaron un ejército dirigido por el general Tólmides que reconquistó Queronea, donde se estableció una guarnición, pero atacado por los tebanos fue derrotado y muerto y los atenienses expulsados, dejando miles de prisioneros. Para recuperar a los prisioneros, Atenas hubo de reconocer la independencia de Tebas y su hegemonía sobre las ciudades de Beocia, y los gobiernos democráticos fueron depuestos y sustituidos por gobiernos oligárquicos. Solo Platea quedó bajo influencia de Atenas. Este hecho inició la segunda guerra del Peloponeso cuando los tebanos, en 431 a. C. atacaron Platea.
En la guerra arquidámica, los tebanos fueron firmes aliados de Esparta, que a su vez les ayudó a sitiar Platea, ciudad aliada de Atenas, y les permitió destruir la ciudad después de su captura en 427 a. C.
Los magistrados o generales dirigentes de la confederación eran los beotarcas, que eran once en la época de la batalla de Delio (se cree que dos representantes de Tebas y uno por cada otro miembro de la confederación); en Delio los beocios rechazaron el ataque ateniense (424 a. C.) y los tebanos infligieron una severa derrota a la fuerza de invasión ateniense. Tebas y la confederación beocia (en realidad un instrumento de Tebas) estuvieron ausentes de la paz de Nicias (421 a. C.) y en 420 a. C. se aliaron con Esparta. En 413 a. C. los atenienses atacaron Tanagra y ocuparon la ciudad beocia de Micaleso. En 405 a. C., después de la batalla de Egospótamos, juntamente con los corintios urgieron a Esparta a eliminar a Atenas y vender a todos sus habitantes como esclavos. Pero Esparta prefirió instalar un gobierno aliado en Atenas y los exiliados atenienses, encabezados por Trasíbulo, encontraron entonces auxilio en Tebas y otras ciudades beocias, sobre todo por parte del tebano Ismenias.

### 

Mapa de Grecia durante la cima de la hegemonía tebana en 362 a. C., con los bloques tebano, espartano y ateniense.

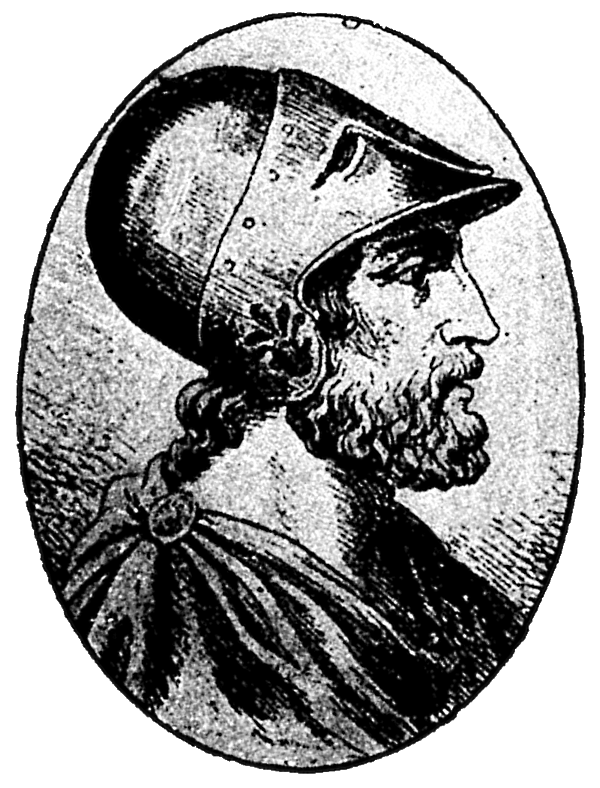
Epaminondas

### SigloIVa.C.
Cuando en 397 a. C. el rey espartano Agesilao II cruzó a Asia Menor para luchar contra los persas, los tebanos rehusaron ayudarle e interrumpieron al rey cuando estaba haciendo un sacrificio religioso, ofensa que el espartano no olvidaría. El sátrapa persa Titraustes envió un delegado a Grecia (el rodio Timócrates) que sobornó a los dirigentes de varias ciudades griegas, Tebas entre otras, para que hicieran la guerra a Esparta y forzar así la retirada de Agesilao de Asia Menor. Al percatarse Tebas de que Esparta no rompería las treguas que había pactado con ciudades de la Liga de Delos (aliadas de Atenas), hasta que alguna rompiera las hostilidades, convenció a los locrios opuntios de que iniciasen la guerra con el pretexto de una disputa fronteriza con los focidios. Los focidios invadieron Lócrida Opuntia y los tebanos devastaron Fócida. Los focidios solicitaron a los espartanos que les socorrieran. Estos, pretextando varios motivos contra los tebanos condujeron su ejército contra ellos. Lisandro, el general espartano, invadió Beocia, pero fue derrotado y muerto por los tebanos en la batalla de Haliarto (otoño del 395 a. C.) El rey agíada Pausanias fue condenado a muerte a su regreso a Esparta por su conducta en Haliarto.
Agesilao regresó a Esparta en el año 394 a. C.) Corinto, Atenas y Argos se aliaron con Tebas (más tarde a la guerra se le llamó guerra de Corinto, porque los combates tuvieron lugar en su territorio). Los corintios fueron derrotados por los espartanos en el riachuelo de Nemea, al sur de la ciudad (batalla de Nemea, julio del 394 a. C.), pero los espartanos fueron derrotados por los persas en la batalla naval de Cnido (agosto del 394 a. C.); docenas de ciudades se separaron de su alianza, pero Agesilao salvó la situación con una victoria sobre los tebanos en la batalla de Coronea (agosto del 393 a. C.), en la que sólo Orcómeno, que era aliada de Esparta y formaba el ala izquierda, fue derrotada, mientras el centro y la derecha espartana arramblaron a los tebanos, que se reagruparon en el monte Helicón y pudieron impedir el avance espartano, pero a costa de muchas bajas. La guerra corintia continuó los tres años siguientes con numerosos combates en el istmo de Corinto, donde los espartanos ocuparon el puerto de Lequeo y la ciudad de Sición. En dicho puerto fueron derrotados por los atenienses comandados por Ifícrates (390 a. C.).
En 387 a. C. la paz de Antálcidas puso fin a la guerra y reconoció la independencia de todas las ciudades griegas (menos Lemnos, Imbros y Esciros, que fueron reconocidas en Atenas «como en tiempos antiguos»). Agesilao vetó que Tebas pudiese ejercer la hegemonía sobre las ciudades de Beocia. Las ciudades beocias (Platea, Queronea, Tespias, Tanagra, Orcómeno, Lebadea y Haliarto) recibieron gobiernos oligárquicos hostiles a Tebas y favorables a Esparta; los espartanos establecieron una guarnición en Orcómeno y otra en Tespias, para controlar Beocia. Platea fue reconstruida y puesta bajo influencia espartana (386 a. C.). En 382 a. C., cuando el general espartano Fébidas iba hacia Acanto y Apolonia de Iliria que habían solicitado la ayuda de Esparta en un conflicto local, pasó por Tebas, donde el jefe opositor oligárquico Leontíades le pidió conquistar y establecer una guarnición en Cadmea; los espartanos ocuparon Cadmea con ayuda de los oligarcas, derrocaron al jefe democrático tebano Ismenias y Leontíades asumió el poder. Esto fue visto en toda Grecia como una traición espartana a Tebas y a los términos de la paz del 387 a. C. El gobierno espartano hizo destituir del mando al general Fébidas, pero el general se quedó en Cadmea, y muchos ciudadanos tebanos se refugiaron en Atenas. Leontíades fue sustituido por Arquias, que gobernó hasta el 379 a. C., cuando una revolución dirigida por Pelópidas le asesinó y los revolucionarios expulsaron a los espartanos y tomaron el poder.
En 378 a. C., estalló un conflicto denominado guerra beocia, que enfrentó a los espartanos y beocios, debido a que una guarnición espartana ocupaba la Cadmea, y habían sido exiliados muchos ciudadanos. Una noche asaltaron las casas de los lacedemonios para matarlos. Exhortaron a sus conciudadanos a recuperar la libertad y todos los tebanos tomaron las armas y asediaron la Cadmea. Los espartanos acantonados en la acrópolis, unos 1500 soldados, solicitaron refuerzos a Esparta. Los tebanos, ante la probable llegada de un gran ejército espartano, solicitaron ayuda a Atenas, recordando al pueblo ateniense la ayuda que le prestaron para restablecer la democracia cuando detentaban el poder los Treinta Tiranos. Acudió Demofonte, al mando de una expedición de 5000 hoplitas atenienses y 500 efectivos de caballería, a los que se sumaron muchos soldados de otras ciudades beocias. Se reunió un ejército de 12000 hoplitas y otros tantos de caballería, que emprendió el asedio de la Cadmea. Los espartanos, ante la falta de víveres y la demora de las fuerzas enviadas en su socorro, capitularon. Los tebanos le concedieron permiso para marchar libres a su patria.
Los tebanos derrotaron a los espartanos en Tegira (Beocia, 375 a. C.) después de lo cual restauraron su hegemonía regional, de la que sólo quedaron excluidas Queronea y Orcómeno. La paz entre Atenas y Esparta se firmó en la ciudad de Esparta en 374 a. C., pero la guerra se reanudó al año siguiente, año en el que los tebanos destruyeron Platea y anexionaron Tespias  (y además reclamaban Oropo).
En 371 a. C., Epaminondas fue nombrado beotarca de la Liga Beocia. En el verano de ese mismo año, Atenas y Esparta acordaron firmar un tratado de paz en el que se estipulaba la independencia política de las ciudades de la Liga de Delos respecto a Atenas y de las ciudades de la Liga del Peloponeso respecto a Esparta. De todas las ciudades que habían prestado el juramento de firmarlo, Tebas no lo hizo, porque no consiguió que se cambiase del texto, que lo juraban los beocios, en lugar de los tebanos. Para forzar a los tebanos a dejar independientes a las ciudades beocias, el rey espartano Cleómbroto I marchó con su ejército al norte de Beocia y ocupó el puerto de Creusis (en el golfo de Corinto). Desde el mar penetró en el territorio de Tespias y acampó en la llanura de Leuctra. Allí se presentaron los tebanos y se libró la batalla en la que los tebanos (unos seis mil hombres) obtuvieron la victoria (los espartanos eran 12.000) y Cleómbroto murió en dicha batalla (6 de julio del 371 a. C.) Fócida, Élide, Acaya y Tesalia se aliaron con Tebas, pese a ello los otros estados griegos ratificaron el tratado de paz. Arcadia pidió la alianza tebana contra Esparta a finales de año.
En 370 a. C., Tebas se alió con Argos y los tebanos invadieron el Peloponeso. Sición fue ocupada  y se estableció allí un gobierno democrático; los tebanos entraron en Arcadia y el gobierno oligárquico de Tegea fue derrocado y la democracia establecida. Los extremos del norte y este de Laconia, pertenecientes a Esparta, pasaron a manos de los aliados de Tebas; los tebanos entraron en Mesenia, que se hizo independiente (y se fundó la ciudad de Mesene como capital), pero fracasaron en la ciudad de Esparta.
En 369 a. C. se fundó en Arcadia la ciudad de Megalópolis, que fue poblada con los ciudadanos de algunas ciudades arcadias; en este año los tebanos ocuparon Pelene, devastaron las regiones de Trecén y Epidauro  y en Corinto fueron rechazados por el estratego ateniense Cabrias; lucharon contra el tirano de Tesalia, Alejandro de Feres, combates en los que fueron capturados los jefes tebanos Ismenias y Pelópidas.
En 368 a. C., los tebanos volvieron a atacar Esparta y en 366 a. C. Tesalia; en este último territorio fueron derrotados pero, al año siguiente, Epaminondas venció y obligó a los tesalios a liberar a los tebanos prisioneros (especialmente Pelópidas e Ismenias); mientras un intento de alcanzar la paz mediante un congreso en Delfos organizado por Dionisio I de Siracusa y Ariobarzanes, sátrapa de Frigia, no dio resultado. En 367 a. C., los espartanos derrotaron a los arcadios y argivos en Medea  y Epaminondas volvió al Peloponeso por tercera vez.
En 366 a. C., Epaminondas fue a Acaya para unir esta región con Argos y Arcadia contra Esparta. En 365 a. C. los tebanos construyeron una flota con la que ocuparon Larimna en la Lócrida. En 364 a. C., Epaminondas impuso a Pérdicas III como rey de Macedonia (frente a Ptolomeo de Aloros que fue ejecutado) y volvió a Tesalia y derrotar a Alejandro de Feres en la batalla de Cinoscéfalos.
También Epaminondas hizo una expedición naval que supuso que Bizancio, Rodas, Quíos y Ceos dejaran la alianza con Atenas y pasaran a la de Tebas, pero eso sólo duró mientras las naves tebanas estuvieron en estos lugares, pues nada más partir los partidos proatenienses recuperaron el poder.
Durante la ausencia de Epaminondas, los oligarcas intentaron un golpe de Estado en Tebas que fue abortado y 300 conspiradores y ciudadanos de Orcómeno fueron ejecutados; Orcómeno fue atacada y destruida y muchos habitantes asesinados o vendidos como esclavos.
En 363 a. C., Epaminondas hizo la cuarta y última expedición al Peloponeso; en Arcadia la disputa era permanente entre Tegea (aliada de Tebas) y Mantinea (aliada últimamente de Esparta); Epaminondas atacó Mantinea donde había fuerzas espartanas y derrotaron a la ciudad y a sus aliados (12 de julio del 362 a. C.) victoria en la que perdió la vida. La muerte de Epaminondas supuso el final de la hegemonía tebana en Grecia. Una paz en Arcadia estableció, poco después, la partición entre los dos bandos: Tegea y Megalópolis y otras ciudades menores de un lado, y Mantinea de otro. Tebas aún conservó un cierto prestigio durante un tiempo, pero en 357/356 a. C., las ciudades de la isla de Eubea, que habían pasado a dominio tebano después de la batalla de Leuctra en 371 a. C., se rebelaron; Tebas envió un ejército, pero los rebeldes pidieron ayuda a Atenas, con la cual rechazaron a los tebanos.
Un decreto religioso del consejo anfictiónico de Delfos condenó a los espartanos y focidios, y estos últimos dirigidos por Filomelo y Onomarco ocuparon Delfos y se apoderaron del tesoro sagrado. Eso hizo formar una coalición contra Fócida (356 a. C.), que encabezó Tebas (que no perdonaba a Fócida su salida de la Liga Beocia) y Tesalia. Fue el inicio de la llamada tercera guerra sagrada.
En 346 a. C., Tebas atacó Fócida e incendió Abas; la guerra acabó con la intervención de Filipo II de Macedonia que destruyó las ciudades de Fócida obligando al jefe focidio, Falecos, a rendirse (346 a. C.); Filipo devolvió a Beocia la ciudad de Orcómeno y otras que se habían separado.
Con la paz de Filócrates en 346 a. C., Fócida fue excluida de la anfictionía, desmilitarizada (y las fortificaciones destruidas) y hubo de pagar 60 talentos al año para devolver los tesoros robados. En 339 a. C., en la cuarta guerra sagrada, Filipo II de Macedonia pasó por las Termópilas y ocupó Elatea, en la frontera de Beocia. Tebas, que era aliada de Macedonia, entró entonces, gracias a la oratoria de Demóstenes, en la alianza ateniense para hacer frente a la hegemonía macedonia, por la cual las dos ciudades formarían un ejército conjunto que sería dirigido por Atenas por tierra y alternativamente por ambas en el mar; Tebas pagaría un tercio y Atenas dos tercios. La coalición fue derrotada por Filipo en Queronea en 338 a. C., y las ciudades griegas se convirtieron en dependientes de Macedonia. Tebas se rindió y la Liga Beocia fue disuelta (Oropo fue transferida a Atenas); una guarnición macedonia se estableció en Cadmea y se creó el gobierno de los Trescientos, partidario de Filipo. Orcómeno y Platea fueron restauradas y repobladas con ciudadanos enemigos de Tebas.
En 336 a. C. murió Filipo y en 335 a. C., los tebanos antimacedonios se rebelaron al correr el rumor de la muerte del rey macedonio, y aprovechando el vacío de poder, puesto que su hijo Alejandro Magno contaba tan sólo con 20 años de edad, y no lo creyeron capaz de asumirlo, asediaron a la guarnición macedonia y pidieron a los griegos la rebelión general; pero Alejandro fue desde Iliria y exigió a los rebeldes la sumisión, y como no la obtuvo ocupó la ciudad y la destruyó; seis mil tebanos murieron, y el resto de sus habitantes (unos treinta mil) fueron hechos esclavos, y su territorio repartido entre las ciudades vecinas de Orcómeno, Platea y de Fócida y alguna otra. Solo quedó en pie Cadmea, sede de la guarnición macedonia y la casa de Píndaro. Durante los siguientes veinte años, Tebas quedó despoblada hasta que en 315 a. C. fue restaurada por Casandro, que llevó allí tebanos exiliados y sus descendientes, operación en la que tuvo el apoyo de Atenas y otros estados de Grecia; en Cadmea quedó una guarnición leal a Casandro. En 293 a. C. Tebas pasó a manos de Demetrio Poliorcetes, que la perdió, pero la recuperó su hijo Antígono Gónatas, en 290 a. C. tras someterla a asedio.

### Época romana
En el 171 a. C, se produjeron disturbios entre los partidarios de Roma y del rey macedonio Perseo. La facción perdedora en las elecciones de pretor y beotarcas se vengó impidiendo la entrada a los beotarcas en las ciudades. Exiliados, se concentraron todos en Tespias. De aquí, fueron llamados a Tebas, pues se había producido un cambio en la situación, y aprobaron una resolución condenando al exilio a los doce ciudadanos que habían celebrado una reunión privada y una asamblea pública. Ismenias, el nuevo pretor, condenó mediante un decreto a los ausentes a la pena capital. Habían huido a Cálcide. Yendo desde allí a encontrarse con los romanos en Larisa, imputaron a Ismenias la responsabilidad de la alianza con Perseo. Ambas partes se sometieron al arbitraje de los pretores romanos, Quinto Marcio Filipo y Aulo Atilio Serrano, que escucharon a los tebanos y les propusieron tanto a ellos como a cada una de las delegaciones por separado que enviasen embajadas a Roma para renovar las relaciones de amistad. Ordenaron la repatriación de los exiliados y condenaron con un decreto propio a los responsables de la alianza con el rey. De esta manera, disolvieron la Liga Beocia, que era su principal objetivo.
Después de la caída de Corinto en 146 a. C., el cónsul romano Lucio Mumio la destruyó según Tito Livio, pero probablemente solo destruyó las murallas. Estuvo al lado de Mitrídates VI del Ponto en la guerra contra Roma, por lo que Sila tomó la mitad de su territorio, que destinó al culto religioso en compensación por las destrucciones de los templos de Olimpia, Epidauro y Delfos. Más tarde las tierras fueron devueltas a Tebas. Era un lugar poco importante en tiempos de Estrabón. En el siglo II, Cadmea era la única parte de la antigua Tebas que estaba habitada ya que la parte baja de la ciudad estaba destruida, menos los templos. Pausanias, en su descripción de Tebas, destaca sus siete puertas, los templos de Apolo Ismenio, Dionisio Lisio, Ártemis Euclea, Heracles y Amón; los santuarios de Deméter Tesmófora, de Tique y el del observatorio de pájaros de Tiresias; una fuente de Ares, un altar de Apolo Espodio donde se realizaban adivinaciones por ruidos, edificios públicos como el teatro, el gimnasio y el estadio; tumbas notables erigidas para diversos personajes míticos, además de otra tumba común de los muertos en la guerra contra los macedonios, y numerosas estatuas de divinidades y casas y obras escultóricas de personajes mitológicos e históricos, algunas de las cuales habían sido realizadas por artistas de la talla de Praxíteles, Escopas, Fidias y Cálamis.
Al final del siglo III y en el siglo IV, Tebas recuperó población debido a la afluencia de refugiados de las ciudades costeras.

### Edad Media y dominio otomano
En el 396 sufrió, al igual que otras partes de Grecia, el ataque de los visigodos de Alarico I, pero la ciudad no fue tomada. 
En el periodo bizantino temprano se edificaron basílicas con interiores decorados con mosaicos. Los siglos VII y VIII son el periodo menos conocido de la historia de Tebas. Se ha supuesto que se trató de un periodo convulso debido a las invasiones eslavas que afectaron a la zona. En el siglo IX aumentó su poder político y llegó a ser capital del thema bizantino de Hélade, lo que acrecentó su importancia como centro agrícola y como cruce de caminos. Esta prosperidad prosiguió en los siglos siguientes, como demuestran los monumentos de la época y los testimonios literarios. A principios del siglo XI se introdujo el cultivo de la seda.
En 1040 los tebanos lucharon contra los invasores búlgaros, pero fueron derrotados. En 1147 la ciudad fue incendiada por los normandos de Sicilia que hicieron un gran botín. En 1170 fue visitada por Benjamín de Tudela y contaba con una gran población de judíos (unos dos mil).
Tras la cuarta cruzada, en 1204, el pequeño contingente de cruzados dirigido por Bonifacio de Montferrato fue bien acogido por los tebanos. Este cedió su territorio a los borgoñones, que fundaron el Señorío de Atenas y Tebas.
En 1311 fue ocupada por los almogávares que la convirtieron en su capital, y fue integrada en el ducado de Atenas. El vicario general y el arzobispo del ducado residían en Tebas con una amplia población aragonesa y el municipio estaba organizada según las costumbres de la Corona de Aragón. El infante Ferrán de Mallorca fue encarcelado en el castillo de San Omer que fue destruido por los almogávares en 1331, el mismo año en que se firmó un tratado entre los almogávares y el señor de Negroponte. En 1362 Roger de Lauria que se levantó allí contra el lugarteniente del vicario en Tebas, Pedro Despou. Roger permitió el establecimiento de los otomanos en la ciudad (1363), pero los expulsó en 1364 a ruego del Papa.
Una asamblea de dignatarios dio lugar a los llamados Capítulos de Tebas (1367), aprobados por el rey de Sicilia, referidos al buen estamento de los ducados y al gobierno y la defensa de los castillos. El Papa reunió a los delegados de Europa en Tebas para una alianza contra los turcos (1373).
En 1378 los almogávares se rebelaron contra el vicario Luis Fadrique, pero este los sometió. En 1379 la Compañía navarra comandada por Juan de Urtubia atacó la ciudad favorecidos por la traición de algunos habitantes como Micer Aner, Oliverio Domingo, Joan Corominas y quizá el obispo Simón Atumano. Los asediados recibieron ayuda de Galcerán de Peralta y del notario Pedro Balter desde Atenas, pero estos fueron derrotados y cayeron prisioneros de los navarros, y Tebas fue ocupada y saqueada; los almogávares y griegos huyeron a Eubea y Atenas (mayo a junio de 1379). El año siguiente (1380), Luis Fadrique intentó recuperar la ciudad y Juan de Urtubia pidió ayuda y protección a los caballeros hospitalarios. En 1388 pasó a la familia florentina de los Acciajouli.
Cayó bajo el control del Imperio Otomano en 1460. Los turcos la renombraron "Istefe". En el periodo otomano la ciudad decayó aunque mantuvo su industria textil. Una expedición de venecianos comandados por Francesco Morosini la ocupó algunos pocos años, junto con otros territorios de Grecia, hasta que en 1695 volvió a poder otomano. En el año 1829 fue liberada por los independentistas griegos y pasó a formar parte del Reino de Grecia.

### DelsigloXIXa la actualidad
En los años que siguieron a la independencia de Grecia la ciudad trató de recuperar su antigua prosperidad económica, sin conseguirlo, debido, entre otras causas, a la competencia de ciudades cercanas como Lebadea y a los terremotos sufridos, principalmente en los años 1858, 1894 y 1914, aunque también se vio favorecida en algunos aspectos, como en la desecación del lago Copaide y el establecimiento de la conexión por ferrocarril.
En la segunda mitad del siglo XX creció la industria en Tebas y su región circundante. Además, Tebas tiene un área muy fértil para la agricultura, en la que destacan productos como cereales, tabaco, algodón y hortalizas. 
En cambio, a pesar de su buena ubicación, su importante pasado histórico y los restos arqueológicos conservados, la falta de infraestructuras para el turismo hace que este sector económico esté poco desarrollado.

## Arqueología

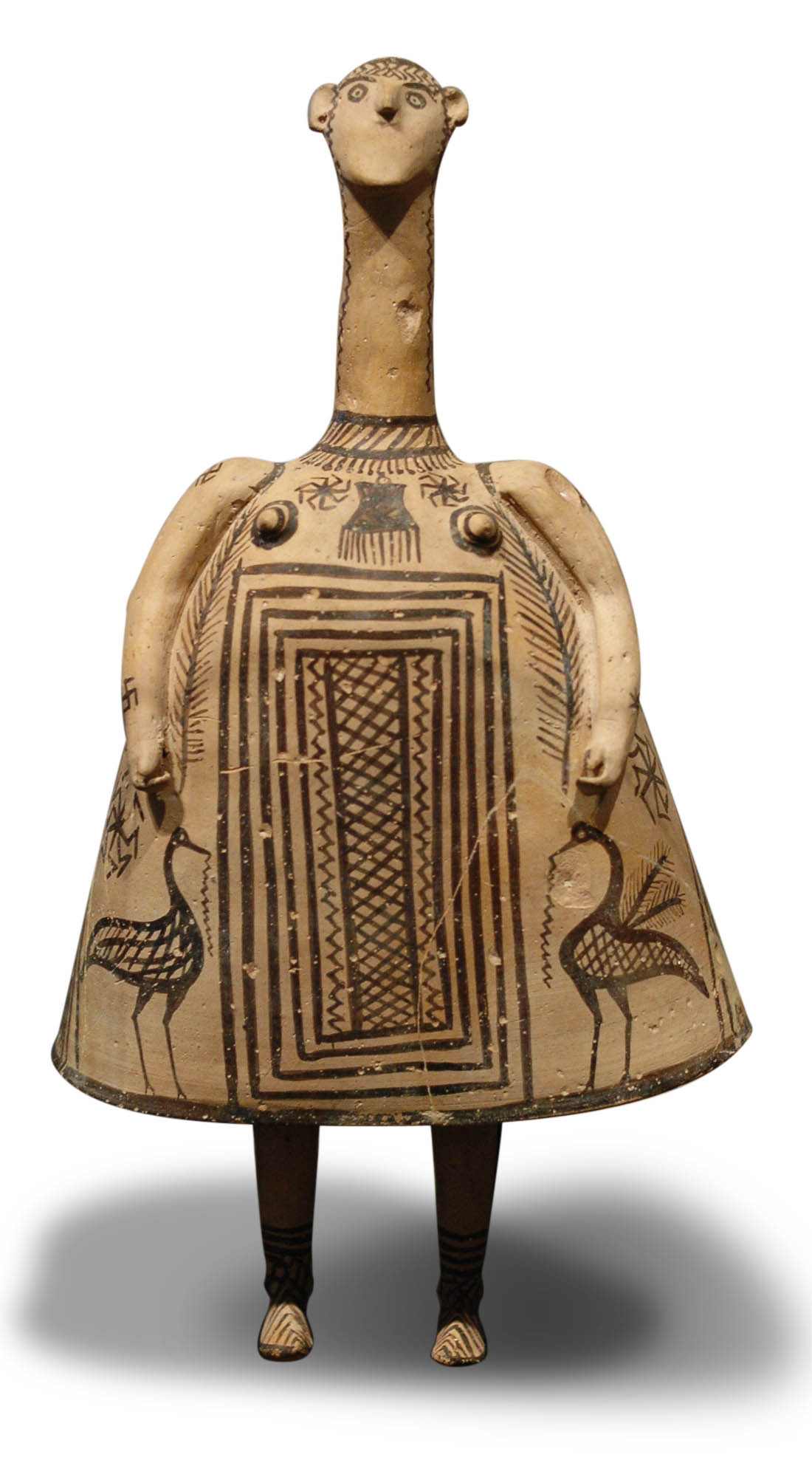
Manufactura tebana, tipo enócoe, del siglo VII a. C.

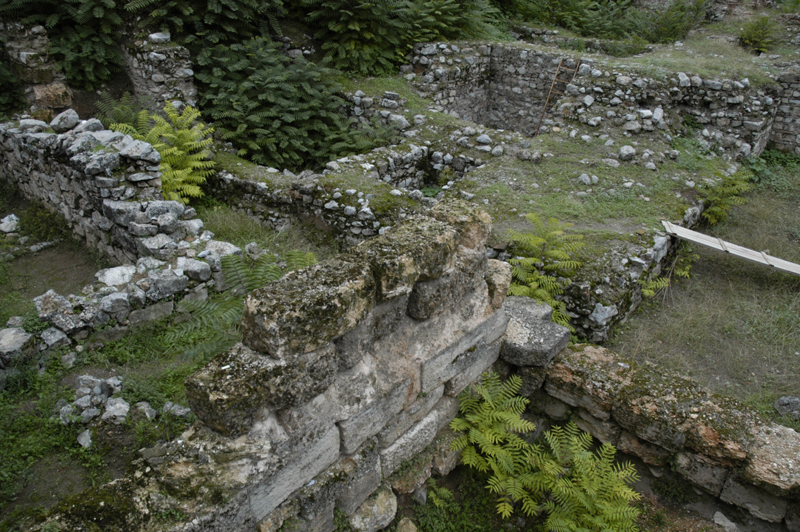
Restos de Cadmea, la primigenia ciudadela de Tebas.

En 1906, las excavaciones realizadas por Antonios Keramopoulos en la acrópolis permitieron identificar un palacio y un recinto amurallados de la época micénica.
Posteriormente, una serie de excavaciones arqueológicas dirigidas por Nikolaos Platón y Eva Stassinopoulou-Touloupa en la década de 1960 desenterró otras partes del palacio, cuyos orígenes se estima que se remontan al siglo XV a. C. y que puede considerarse el edificio micénico palacial más antiguo de la arquitectura micénica. Su planta ofrece rasgos minoicos: los muros reforzados con vigas de madera trazan corredores tortuosos, pórticos, patios y estancias de dimensiones muy diversas, así como una zona que probablemente fuera un gineceo. Debió ser derruido por un incendio en torno al 1400/1300 a. C., y reedificado posteriormente con una orientación distinta. Siglos después se alzaría un templo de Deméter en el mismo emplazamiento. En el plano decorativo destacan unas figuras de oferentes, casi de tamaño natural, semejantes a las encontradas en Creta y Micenas, correspondientes a la fase más antigua del palacio. En otra estancia, posterior, conocida con el nombre de «sala del tesoro», se halló en 1963 un tesoro integrado por piedras semipreciosas, joyas, oro y sellos cilíndricos importados de Babilonia. Algunas de las piedras están pulidas, pero aparecieron otras en bruto, lo que hace razonable la hipótesis de que la estancia en cuestión fuera una especie de taller de orfebrería. Los sellos son de diversa procedencia —prebabilónicos, babilónicos, casitas, minoico-micénicos, chipriotas, etc.— y de épocas que van desde mediados del III milenio a. C. hasta los siglos XIV y XIII a. C. Otra de las estancias más interesantes es la denominada «hoploteca», así llamada por los hallazgos de armas y otros objetos de bronce desenterrada en las excavaciones de la década de 1960. La compleja articulación de las estancias de las estancias y patios del palacio es similar a la de los modelos cretense y micénico. Por su posible relación con Cadmo, el palacio ha recibido el nombre de Cadmoión.
Estas evidencias avalan la hipótesis de la existencia por lo menos de dos fases constructivas: una que se remonta tal vez a los últimos años del siglo XVI a. C., y otra dos siglos posterior. Análogo horizonte tardo-heládico, si bien no posterior al siglo XV a. C., se ha documentado en las necrópolis suburbiales de Ismenión y Kolonaki.
Por otra parte, una destacada obra de ingeniería de la que quedan vestigios en Tebas es un acueducto micénico, de una longitud de más de 2 kilómetros y cuya sección tiene 2 m de alto por 1 de ancho.
Además, en la acrópolis de Tebas se han descubierto casas micénicas, restos de un poblado que en época más reciente debió extenderse hasta la ciudad baja. Entre los objetos rescatados de ese yacimiento arqueológico ofrecen particular interés ciertas plaquitas de marfil decoradas con figuras de cabras en posición rampante y demonios orientales. Contemporáneos del poblado son la necrópolis excavada bajo el Ismenión (lugar de culto sobre el que se alzó ya en tiempos históricos un templo de Apolo) y un sepulcro situado al sur.
Es plausible que Tebas/Tegai fuera una de las primeras comunidades griegas que se construyó conjuntamente dentro de una ciudad fortificada, y a eso debiera su importancia en tiempos prehistóricos —como más tarde— a su fuerza militar. Deger-Jalkotzy afirma que la base de la estatua de Kom el-Hettan, datada en el reino de Amenhotep III (Heládico reciente IIIA: 1), menciona un nombre similar a Tebas, explicado casi silábicamente en jeroglíficos como d-q-e-i-s y considerado como uno de los cuatro reinos tj-N3- jj (¿aqueos?) dignos de mención (junto a Cnosos y Micenas). *Tegai en el periodo heládico reciente IIIB perdió el contacto con Egipto, pero lo obtuvo con Mileto (hitita: Milawata) y Chipre (hitita: Alashija). A finales de este periodo, según Palaima.
Apenas se conoce nada de la ciudad de Tebas propiamente dicha durante el periodo que va del siglo VIII al siglo V a. C. Los escasos restos de las puertas de su acrópolis y de las murallas de la ciudad baja datan del siglo IV a. C., de la época de en que Pelópidas y Epaminondas alzaron a Tebas a una preponderancia efímera sobre toda la Grecia continental. Por eso, para recuperar algún aspecto de la arquitectura beocia más antigua, hay que referirse a sus tres célebres santuarios: el Ismenión, Anfiareión y Cabirión, situados en las inmediaciones del núcleo habitado.

### Ismenión
El Ismenión toma su nombre del dios fluvial Ismeno, al que posteriormente se identificó con Apolo bajo la advocación de Ismenio. Ente el siglo VII y siglo VI a. C., se podría atribuir a los tebanos la sustitución del culto al héroe por el de Apolo.
Era sede de un oráculo y se erigió en una loma un poco más allá de la puerta de Electra —una de las siete puertas de Tebas—, de la que sobreviven algunas ruinas del siglo IV a. C.
El edificio primitivo, de ladrillo y madera, incendiado a finales del siglo VIII a. C., fue sustituido por un templo de piedra de orden dórico. En él se rendía culto a una estatua de Apolo de madera de cedro, que lo representaba con un ciervo en su mano derecha.

### Anfiareión
Del Anfiareión, que estaba dedicado al adivino argivo Anfiarao, se sabe por Estrabón que fue destruido en el siglo V a. C. Se hallaba en Cnopia, cerca de Tebas y de la desembocadura del Ismeno. Acaso pertenezcan a este templo las ruinas descubiertas en la calle Tachy. Se reconsruyó en Tanagra, según un oráculo.

### Cabirión
El Cabirión, el santuario de los cabiros, se localizó a finales del siglo XIX a escasos kilómetros de Tebas y de Tespias. La presencia de inscripciones votivas que los mencionaban en algunas figurillas de animales de bronce que con frecuencia aparecían a la venta en las tiendas de antigüedades de Atenas, junto con la lectura de un pasaje de la Descripción de Grecia, hizo que en el invierno de 1887 un equipo del Instituto Arqueológico Alemán realizara una excavación exploratoria, cuyos resultados aconsejaron proseguirla, primero bajo la dirección de Paul Wolters, luego de Wilhelm Dörpfeld y más tarde de Gerda Bruns. Los trabajos se prolongaron hasta 1939, pero todavía en 1956 hubo una nueva campaña arqueológica.
Es probable que el culto se remonte a la época geométrica, pero las construcciones más antiguas descubiertas no son anteriores al siglo VI a. C., se trata de las ruinas de un templo con ábside. En la época clásica se erigió otro, posiblemente dórico como el helenístico que más adelante lo sustituyó, que en el lado oeste tenía un gran cámara para las ofrendas. Todo el recinto estaba amurallado, obra en la que se aprecian dos trazados sucesivos. La fachada del templo estaba orientada al este, con el altar de frente, y tenía el aspecto de un escenario teatral, acentuado por la disposición de unas gradas para los espectadores del culto mistérico. Pero esta disposición en telesterion es tardía, de época helenística y romana.

### Inscripciones micénicas
Entre los restos más valiosos hallados en el interior del palacio micénico figuran los documentos escritos en lineal B grabados sobre tablillas de arcilla. Además, en un corredor-almacén aparecieron ánforas en las que posteriormente se reconocieron también signos en escritura lineal B.
La mayoría de las tablillas fueron halladas en la acrópolis por Vassilis Aravantinos: en la calle Pelopidou, entre 1993 y 1995, en el curso de unas excavaciones que inicialmente habían sido proyectadas por el ayuntamiento de Tebas para la instalación de un alcantarillado, se descubrieron 238 fragmentos de tablillas escritas en lineal B. A estas se han asociado otras diez tablillas inéditas que se encontraban entre el material que fue dejado en el museo de Tebas por Nikolaos Platón procedente de sus excavaciones de la «hoploteca» de 1964. Además se hallaron tres nódulos, una tablilla desenterrada en 1996 durante la limpieza de la habitación del palacio conocida como «sala del tesoro» y otra tablilla encontrada en 1996 en una excavación al este de la acrópolis. Por la cerámica relacionada con ellos, estos documentos se han fechado en el periodo Heládico Reciente IIIB, en torno al año 1200 a. C. Por otra parte, una cronología diferente tienen algunas tablillas halladas en 1970 por Theodoros Spyropoulos y las decenas de nódulos con ideogramas de animales e inscripciones encontradas en 1982 en una excavación dirigida por Christos Piteros y Vassilis Aravantinos. Estos pertenecen a una capa estratigráfica que se ha fechado en torno a 1280 a. C.
El contenido de las inscripciones en lineal B halladas en Tebas incluye: asignaciones de grano, harina, lana o aceitunas a diversos individuos, profesiones, topónimos, zoónimos y ofrendas a dioses. Los nódulos contienen ideogramas de animales e indican pagos ya realizados y otros pendientes. Con respecto a los nombres de algunas divinidades, algunas son mayoritariamente aceptadas como e-ra (Hera), e-ma-a2 (Hermes), po-ti-ni-ja (Potnia, la señora) y a-re (Ares), pero la presencia de otras menciones religiosas ha sido materia de discusión puesto que algunos estudiosos han visto la presencia de Deméter, Zeus y Coré en un contexto relacionado con los posteriores misterios eleusinos mientras otros niegan tal asociación.
Las excavaciones en los alrededores de Tebas han revelado tumbas de cista datadas en la época micénica que contienen armas, marfil y tablillas escritas en lineal B. Su nombre está atestiguado por los términos que lo revelan en las tablillas encontradas a nivel local o en otros lugares (en griego micénico 𐀳𐀣𐀂 te-qa-i), transliterado como *Tʰēgʷai̮s (en griego antiguo: Θῆβαι, romanizado: ΘήβαιςThēbaia, i.e. «mujeres tebanas»).

### Museo arqueológico

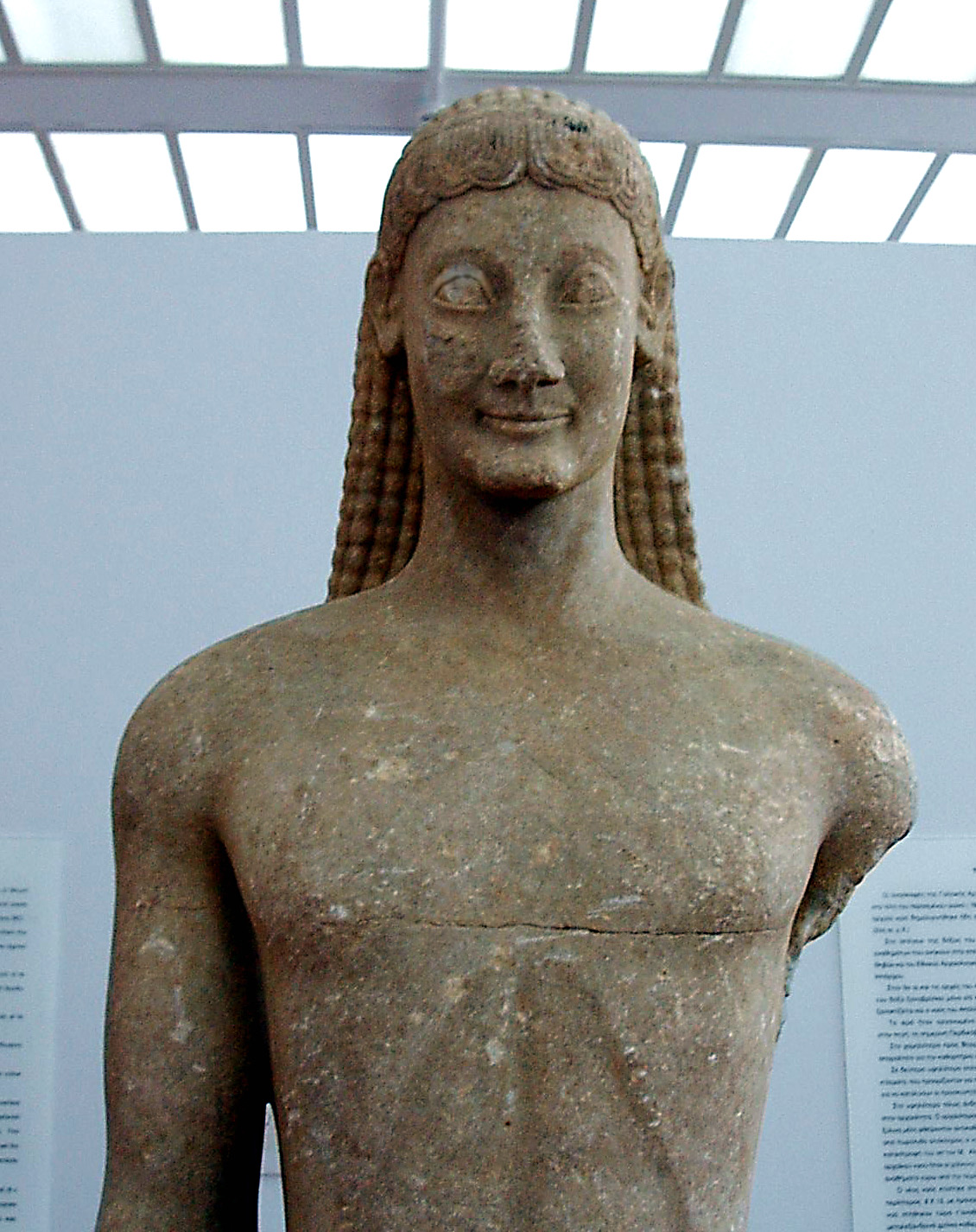
Kuros hallado en el Ptoión de Acrefias, Museo Arqueológico de Tebas.

El museo arqueológico de Tebas alberga una colección de hallazgos arqueológicos de Tebas y de otros lugares de Beocia, como Eutresis, Tanagra, Acrefias, Sifas, Tespias y Áulide, desde el periodo paleolítico hasta después del periodo bizantino. Entre los materiales del museo se hallan los sarcófagos de Tanagra, cerámica de diversas épocas, placas de marfil decoradas, sellos cilíndricos orientales, joyas, tablillas, nódulos y otros objetos con inscripciones de la Edad del Bronce, y esculturas de todos los periodos históricos entre las que destacan los kuros del periodo arcaico y las estelas funerarias del periodo clásico.